# Dyomyx leucolepis
Dyomyx leucolepis är en fjärilsart som beskrevs av George Francis Hampson 1926. Dyomyx leucolepis ingår i släktet Dyomyx och familjen nattflyn. Inga underarter finns listade i Catalogue of Life.